# Semeiskije

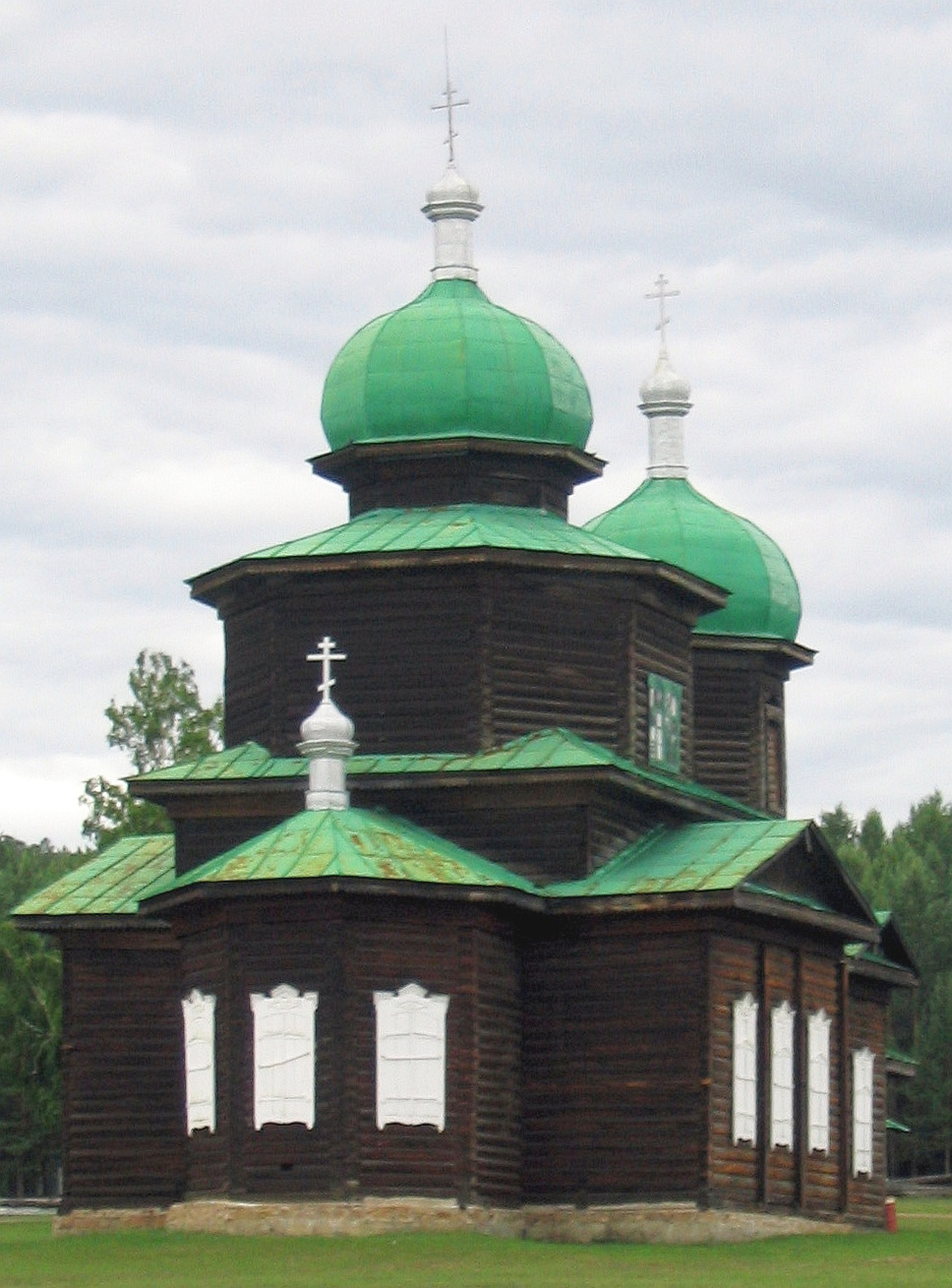
St.-Nikolaus-Kirche der Semeiskije im Ethnografischen Museum Transbaikaliens

Die Semeiskije (russisch Семейские; übersetzt etwa „die Familiären“ oder „die im Familienverbund lebenden“, von russisch семья, semja für ‚Familie‘) sind eine Glaubensgemeinschaft von sogenannten Priesterlosen Altgläubigen in Transbaikalien, deren Vorfahren im 17. Jahrhundert die liturgischen Reformen des Patriarchen Nikon nicht angenommen hatten, und daraufhin nach Sibirien verbannt worden waren. Ihre alltägliche und geistliche Kultur wurde 2001 von der UNESCO unter der Bezeichnung „Der Kulturraum und die mündliche Kultur der Semeiskije“ in das das UNESCO-Welterbe ergänzende Programm „Meisterwerke des mündlichen und immateriellen Erbes der Menschheit“ aufgenommen.

## Geschichte und Kulturraum

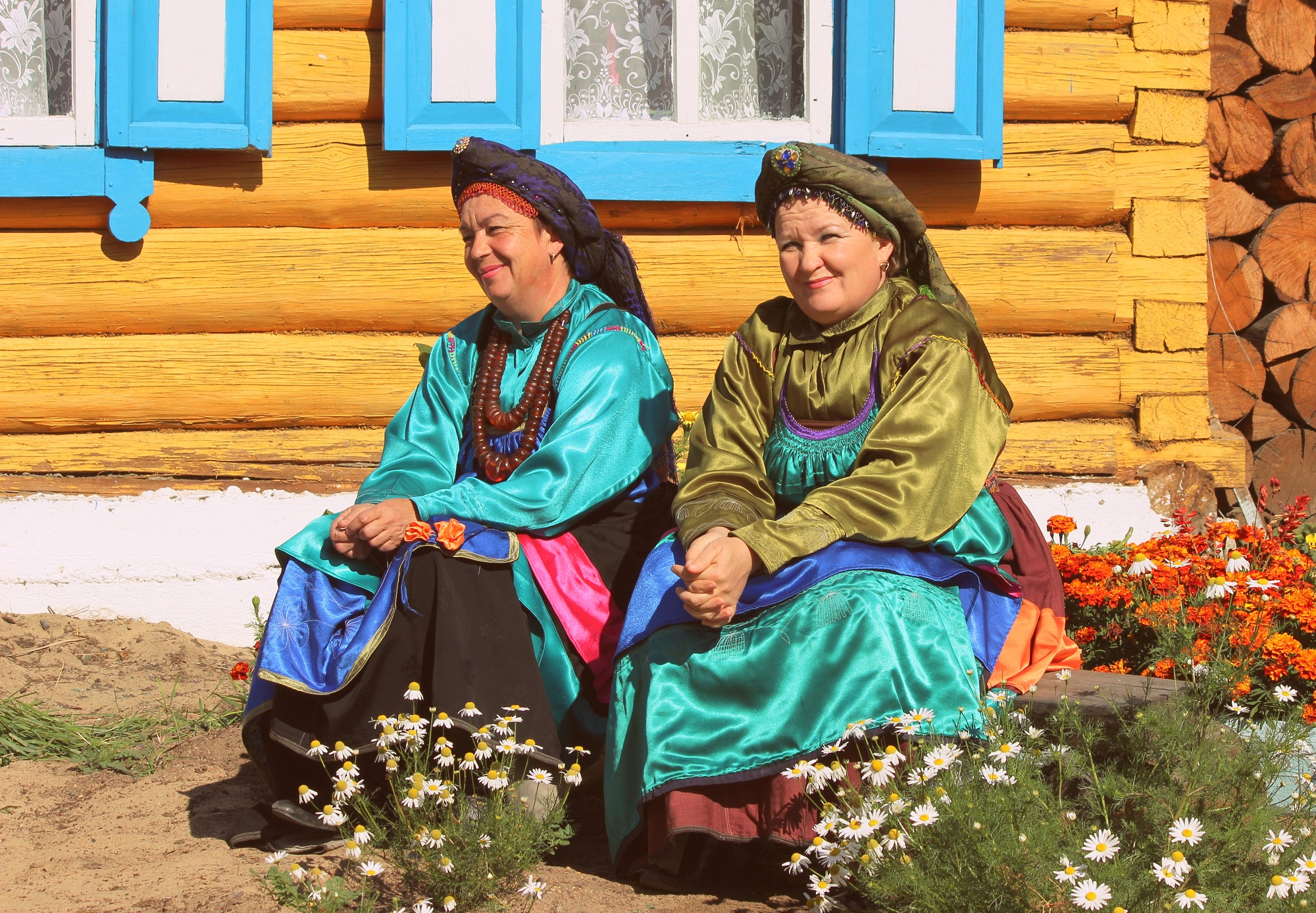
Semeiskije in traditioneller Tracht in Tarbagatai

Nach der Anerkennung der Trennung der Russischen Kirche von der Byzantinischen orthodoxen Kirche durch den Patriarchen von Konstantinopel im Jahr 1589, begannen 1653 Zar Alexei Michailowitsch und der Erzbischof von Nowgorod, Patriarch Nikon eine Kirchenreform durchzusetzen, deren Hauptanliegen eine Korrektur der Liturgie war. Obwohl nur formelle rituelle Änderungen vorgenommen werden sollten, entstand eine breite Opposition sowohl unter den Geistlichen als auch unter den Gläubigen, die zur Spaltung der Russischen Kirche führte. Die Gläubigen, die die Reformen ablehnten, wurden Altgläubige (oder Raskolniki, von raskol/раско́л „Kirchenspaltung“) genannt. Die Auswanderung und Verbannung der sogenannten „Raskolniki“ nach Sibirien führte dazu, dass die Altgläubigen schließlich zehn Prozent der Bevölkerung Westsibiriens ausmachten. Dort führten sie meist ein zurückgezogenes Einsiedlerleben.

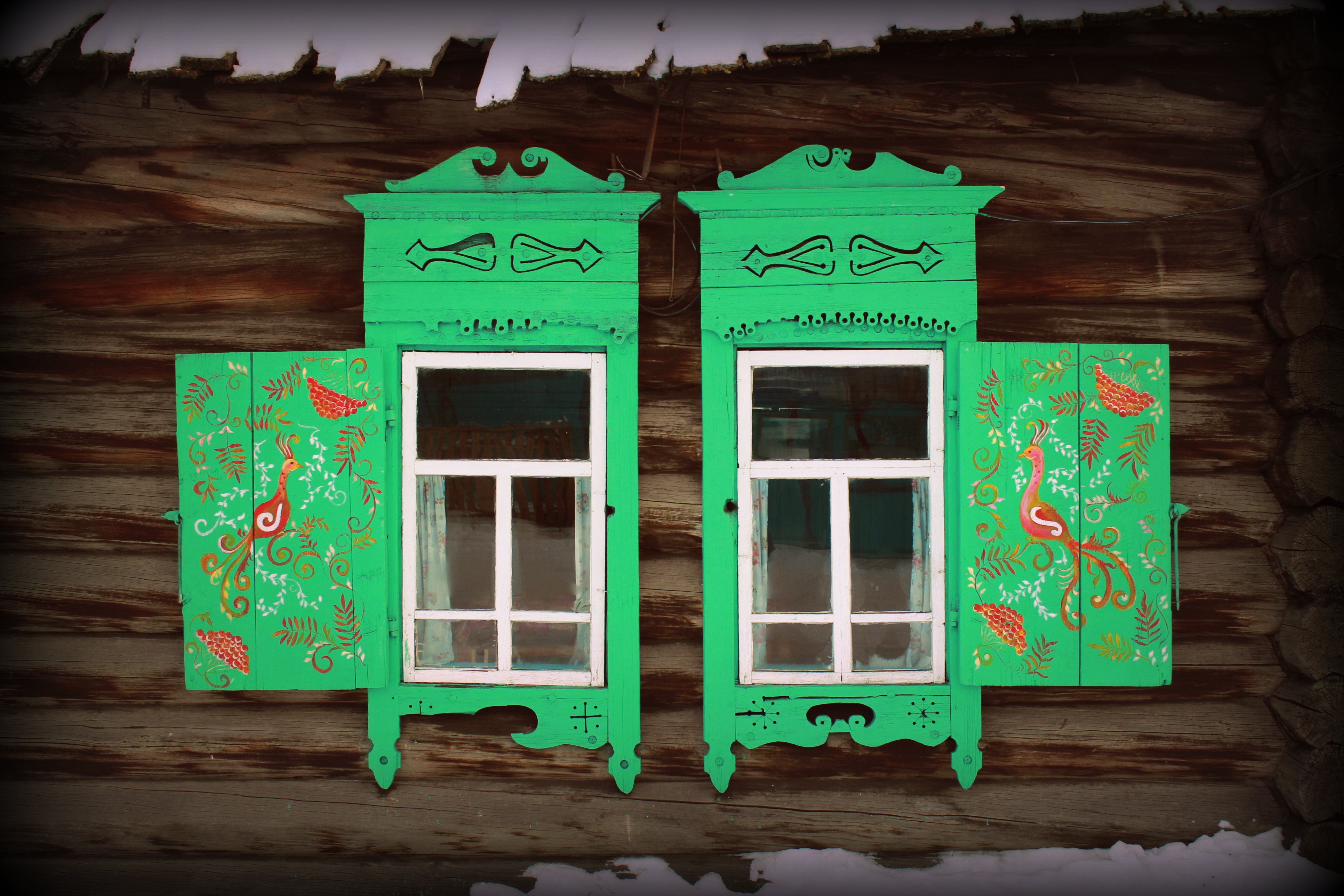
Traditionelle Verzierungen eines Semeiskije-Hauses in Nowaja Brjan bei Saigrajewo

Eine kleine Gruppe Altgläubiger, die heute in Südburjatien, in den Rajons um die Orte Tarbagatai, Bitschura, Muchorschibir und Saigrajewo in der Region Transbaikalien ansässig ist, lebte ursprünglich wahrscheinlich in Polen, bevor sie im 18. Jahrhundert nach Sibirien umgesiedelt wurde. In ihrer Sprache sind aber auch ukrainische und belarussische Einflüsse nachweisbar. Sie bewahrten sich ihre dörfliche Lebensweise in Großfamilien, erbauten in Burjatien neue Siedlungen und erhielten dort den Beinamen Semeiskije. Der Naturforscher und Geograph Peter Simon Pallas, sowie die Forschungsreisenden Alexei Iwanowitsch Martos und Matwei Matwejewitsch Gedenstrom beschrieben die Semeiskije als erfolgreiche Siedler, die in gepflegten, bunt bemalten und mit aufwändigem Schnitzwerk dekorierten Häusern in attraktiven Dörfern lebten.
In den 1930er Jahren wurden die Semeiskije, so wie die anderen Gruppen der Altgläubigen die in der Sowjetunion lebten, vom Staat unterdrückt. Ihre religiösen Führer wurden inhaftiert und vertrieben, ihre Kirchen, Ikonen und Schriften zerstört. Der traditionelle familiäre Lebensstil der Semeiskije führte jedoch auch zu einer relativ erfolgreichen Anpassung an die kollektive Landwirtschaft und andere Anforderungen des sowjetischen Lebens. In den 1990er Jahren hatten sich die Semeiskije in einigen Teilen Transbaikaliens von einer religiösen Gruppe zu einer vorwiegend ethnischen Gruppe gewandelt, die Verbindung zwischen den Begriffen „Semeiskije“ und „Altgläubige“ war verloren gegangen.
Der Kulturraum der Semeiskije ist seit 2008 in der UNESCO-Liste des immateriellen Kulturerbes der Menschheit enthalten.

## Mündliche Kultur der Semeiskije
Die Grundzüge des Lebensstils der Semeiskije sind trotz der Wandlungen und Umbrüche des letzten Jahrhunderts erhalten geblieben. Der eigentliche Bedeutungsinhalt des geistlichen Lebens der Semeiskije ist die Bewahrung der religiösen und sozialen Ordnung in der Verbindung der Menschen mit Gott, der Natur und dem Leben der Vorfahren.
Die traditionelle, über mehrere Jahrhunderte bewahrte Folklore der Semeiskije, ihre Trachten, Bräuche, Erzählungen, Legenden, Gebete und vor allem die polyphonen geistlichen Gesänge sind von besonderem kulturellen Wert und Interesse. Die anspruchsvolle, unverwechselbare Art ihres polyphonen Gesangs wird durch das hohe künstlerische Niveau der Darbietung zu einem leuchtenden und farbigen Gesamtkunstwerk. Die Gesänge drücken das Leiden und den Optimismus einer Gruppe von Menschen aus, die sowohl ihre Existenz, als auch ihre spirituelle und kulturelle Identität in harten Zeiten bewahrt haben.
In jedem Dorf und in jeder Siedlung gibt es auch heute noch eine Gruppe älterer Frauen, die dafür Sorge tragen, dass die wichtigsten orthodoxen Rituale, Taufen, Begräbniszeremonien, die Gebete für die verstorbenen Eltern und Verwandten und die Segnungen vor bedeutenden Ereignissen in Leben der Gläubigen, nach überliefertem altem Brauch durchgeführt werden.